# Philomeces primoti
Philomeces primoti là một loài bọ cánh cứng trong họ Cerambycidae.